# Lubang

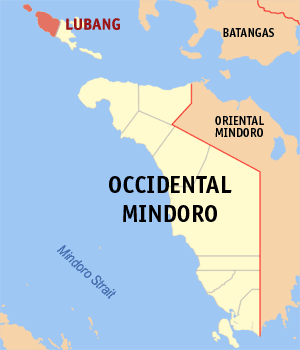
Lubang i Occidental Mindoro

Lubang är en ort i Filippinerna som ligger i provinsen Occidental Mindoro, belägen i regionen MIMAROPA.
Lubang räknas officiellt inte som stad utan är en kommun. Kommunen utgör ena halvan av ön Lubang Island samt den mindre ön Cabra Island och är indelad i 16 smådistrikt, barangayer, varav samtliga är klassificerade som tätortsdistrikt. Hela kommunen har 22 896 invånare (folkräkning 1 maj 2000), varav 20 102 invånare bor på Lubang Island och resterande på Cabra Island.